# Schmale Sinn
Die Schmale Sinn, auch Hintere Sinn genannt, ist ein rechter Nebenfluss der Sinn im Landkreis Bad Kissingen und im Main-Kinzig-Kreis in der Rhön. Ihr bayerischer Name im Oberlauf ist Kleine Sinn.
Der Oberlauf der Sinn wird bis zur Mündung der Schmalen Sinn auch Breite Sinn genannt. Früher sah man Schmale und Breite Sinn als Quellflüsse, die sich bei Zeitlofs zur Sinn vereinigen.

## Geographie

### Verlauf
Die Kleine Sinn entspringt am Südosthang der Dammersfeldkuppe (928 m) im Truppenübungsplatz Wildflecken und fließt vorwiegend in westliche Richtung. An der Wüstung Schmelzhof verlässt sie das Sperrgebiet des Übungsplatzes und erreicht den Ort Kothen. Bei Speicherz unterquert sie die Grenzwaldbrücke der A 7, fließt nach Hessen und trägt nun den Namen Schmale Sinn.
Die Schmale Sinn fließt durch die Gemeinde Sinntal. Nach Oberzell ändert sie ihre Fließrichtung nach Süden und fließt durch Weichersbach und Mottgers, wo sie unmittelbar an der bayerischen Grenze zwischen Altengronau und Zeitlofs im Naturschutzgebiet Sinnwiesen von Altengronau in die Sinn mündet.

### Zuflüsse
- Reppach (rechts, wird oft auch als ein Quellbach angesehen)
- Lachsbach (links)
- Steiersbach (rechts)
- Hammersbach (rechts)
- Weichersbach (links)
- Eschewiesengraben (rechts)
- Weißenbach (links)

### Flusssystem Sinn
- Fließgewässer im Flusssystem Sinn

## Fauna
An der Schmalen Sinn kommt der Biber vor. 2003 wurden dort vier Biberreviere festgestellt.

## Mühlen
Die Kleine Sinn speiste früher viele Mühlen. Alle Betriebe davon sind heute stillgelegt, jedoch existieren noch einige Gebäude. Die Mühlen in der nachfolgenden Liste bestanden nicht zur gleichen Zeit und sind flussabwärts aufgeführt. In der Spalte Ortsteil ist die heutige Zugehörigkeit beschrieben.
| Name            | Ortsteil                           | Bemerkung                    |
| --------------- | ---------------------------------- | ---------------------------- |
| Fuchsmühle      | Neuwildflecken                     | gehörte früher zu Reußendorf |
| Rabenmühle      | oberhalb von Kothen                |                              |
| Schneid-Mühle   | in Kothen                          |                              |
| Dorfmühle       | in Kothen                          |                              |
| Eisenhamner     | untererhalb von Kothen             |                              |
| Schneide-Mühle  | bei Oberzell                       |                              |
| Alte Rainsmühle | bei Oberzell                       |                              |
| Papiermühle     |                                    |                              |
| Bienmühle       | bei Weichersbach                   |                              |
| Neumühle        | bei Weichersbach                   |                              |
| Hopfenmühle     | zwischen Weichersbach und Mottgers |                              |
| Hainmühle       | in Mottgers                        |                              |